# Lunanco
Se da el nombre de lunanco así como el de desportillado y descuadrillado al caballo u otro cuadrúpedo que tiene la pata de un anca más alta que la otra.
El defecto puede proceder de nacimiento o de una fractura producida tras su nacimiento que puede producir o no cojera. Si no hay claudicación, no hay más inconveniente que la fealdad del animal. Pero si se trata de una yegua de vientre puede que el tumor que se forma para la consolidación del callo estreche la capacidad de la pelvis y hacer muy difícil el parto.